# 韓昂
韓昂，字孔儀，山東濟寧州人，雲南雲南前衛官籍，明朝政治人物。同進士出身。

## 生平
早年出身國子生，成化七年（1471年）辛卯科雲南鄉試第一名。成化十四年（1478年）戊戌科會試第三十二名，殿試登進士第三甲第一百九十七名。曾祖父韓大，贈百戶。祖父韓春，曾任百戶贈副千戶。父亲韓旺，曾任副千戶。